# حسن أباد (ساوجبلاغ)
حسن أباد هي قرية في مقاطعة ساوجبلاغ، إيران. عدد سكان هذه القرية هو 30 في سنة 2006.